# Dhanin Chearavanont

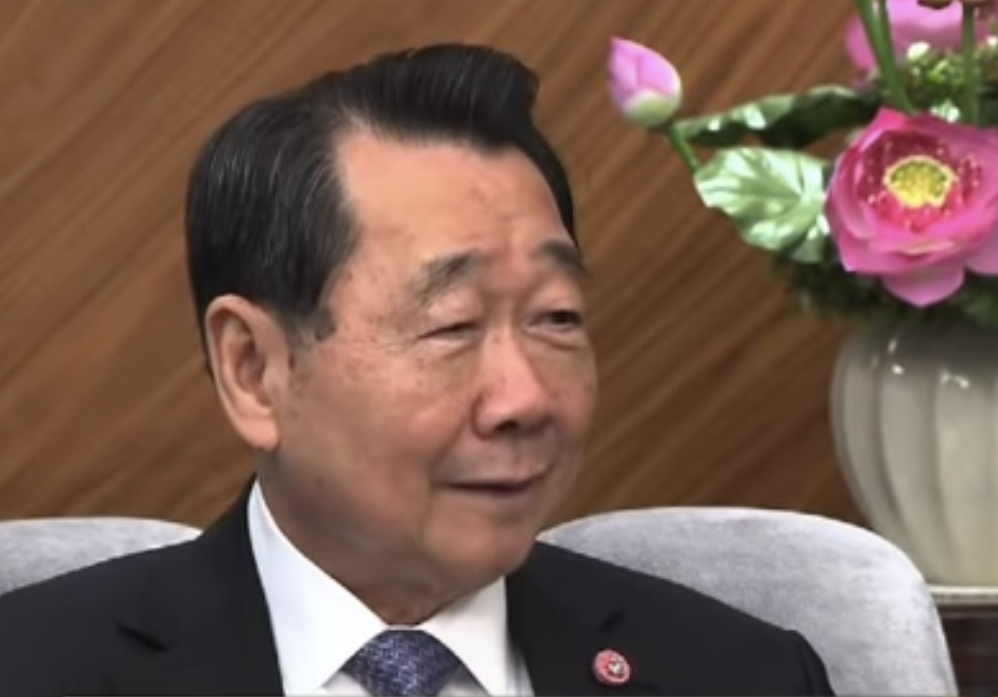
Dhanin Chearavanont (2014)

Dhanin Chearavanont (thailändisch ธนินท์ เจียรวนนท์, RTGS Thanin Chiarawanon; chinesisch 謝國民, Pinyin Xiè Guómín; * 1938 in Bangkok) ist ein thailändischer Unternehmer. Er war bis 2017 CEO und Vorsitzender des Board of Directors des Mischkonzerns Charoen Pokphand.

## Leben
Dhanin stammt aus einer chinesischstämmigen Familie mit Wurzeln in Guangdong. Sein Vater Chia Ek Chor und dessen Bruder Siew Whooy waren nach Siam eingewandert und hatten 1921 ein Geschäft für Saatgut in Bangkoks Chinesenviertel an der Thanon Yaowarat gegründet. Dort wuchs auch Dhanin auf. Er besuchte zunächst Schulen in Thailand, 1952 wechselte er in die Volksrepublik China, dann studierte er in Hongkong. 1958 kehrte er nach Bangkok zurück, um im Geschäft seiner Familie zu helfen. Das Unternehmen trug inzwischen den Namen Charoen Pokphand (CP), es importierte Saatgut und Gemüse aus China und exportierte Geflügel, Schweine und Eier nach Hongkong. Dhanin übernahm 1964 die Leitung des Futtermittelwerks, 1970 wurde er Geschäftsführer und 1989 Vorsitzender des Board of Directors von Charoen Pokphand. In dieser Zeit expandierte das Unternehmen in immer mehr Branchen und Länder.
Dhanin erwarb auch erheblichen politischen Einfluss. Als der Außenminister Siddhi Savetsila und der Heeresgeneral Chavalit Yongchaiyudh nach dem vietnamesischen Einmarsch in Kambodscha 1979 die Volksrepublik China zu einer Unterstützung und Waffenlieferungen an die Roten Khmer bewegen wollten, aber nicht über belastbaren Kontakte nach Peking verfügten, bedienten sie sich der Vermittlung durch CP und Dhanin. 1990 gewann er den Regierungsauftrag, zwei Millionen Telefonanschlüsse im Raum Bangkok zu installieren und zu betreiben und gründete dafür TelecomAsia (Vorläufer der True Corporation). Deren Leitung übergab er 1999 an seinen Sohn Suphachai Chearavanont. Im Jahr 2017 zog er sich aus der Geschäftsleitung des Charoen-Pokphand-Konzerns zurück. Das Amt des Board-Vorsitzenden übergab er an seinen ältesten Sohn Soopakij, das des CEO an Suphachai.
Nach Angaben des US-amerikanischen Forbes Magazine gehört er mit einem Privatvermögen von 13,5 Milliarden US-Dollar (2022) zu den reichsten Thailändern. Er ist verheiratet, hat fünf Kinder und wohnt in Bangkok.